# Ütközés (Hősök)
Az Ütközés a Hősök című televíziós sorozat negyedik epizódja.

## Cselekmény
|  | Alább a cselekmény részletei következnek! |

Matt egy ágyon találja magát, gépekre kötözve. Noah Bennet van ott mellette és a fickó akit a bárban látott, a Haiti. Tesztelni akarják, majd kitörlik a mai napra vonatkozó emlékeit.
Hiro és Ando megérkeznek Las Vegasba. Eléggé belemerülnek a játékba, mindaddig, míg egyetlen dollárjuk marad. Hiro kénytelen használni az erejét, hogy Ando nyerjen. Aztán után már folyamatosan használja... Hiro és Ando nagyon sok pénzt nyernek, azután pedig megtámadja őket az a fickó, akinél Hiro kicserélte a kártyalapokat.
Niki beszél Linderman egyik emberével. Jönni fog egy politikus, nevezetesen Nathan, és annyit kell tennie Niki-nek, hogy biztosítsa, hogy Linderman-nel fog maradni Nathan, vagyis le kell vele feküdnie. Nathan is elindul Los Angeles-be, de az útja elején Mohinder tör rá, hogy az élete veszélyben van, hiszen látta Sylar térképén. Nathan meglátogatja Peter-t, aki Simone-nal töltötte az éjszakát. Pénzt ad neki, hogy egyedül keresse a válaszokat, mert úgy érzi, hogy ezek a dolgok veszélyeztetik a karrierjét. Mohinder megalázottnak érzi magát, amiért Nathan emberei nem hagyták őt beszélni Nathan-nal, és még az apja hamvait is megküldik neki, ezért úgy dönt, hogy elmegy. Közben viszont megérkezik Peter, aki egy a képességekkel rendelkező emberek közül. Niki otthon megint a nővérének beszél arról, hogy mi történik vele, de nem igazán hisz neki. Micah nehezen tud elszakadni az anyjától, de muszáj neki. Peter győzködi Mohindert, hogy tud repülni, de Mohinder bolondnak nézi. Peter elviszi Mohinder-t Isaac-hoz, hogy megmutassa neki, ő le tudja rajzolni a jövőt. Simone és Isaac egy kicsit összevesznek, ugyanis Isaac tudja, hogy Simone Peterrel volt, hiszen lerajzolta. Niki Las Vegasban Nathanbe botlik, és beszélgetni kezdenek, ami így volt megtervezve. Isaac bedrogozva ismét fest egy képet, egy pompomlányról, Claire-ről. Mohinder és Peter épp akkor érkeznek meg. Niki és Nathan nagyon jól érzik magukat egy szállodában, de Niki úgy érzi, hogy neki ez nem megy, és inkább elmegy. A liftben egy férfi megfenyegeti, amiért nem tette meg, amit kértek tőle. Ekkor Niki felett ismét átveszi valaki más az uralmat, megveri a férfit, majd visszamegy Nathan-hez, és megteszi, amit kell, ráadásul a kamera is veszi. Mohinder és Peter hazamennek, mert nem tudtak bemenni Isaac-hoz. A metrón azonban hirtelen megáll az idő. Nikiék az ágyban alszanak, előttük pedig ott áll Noah és a Haiti... Peter a metrón a jövőbeli Hiro Nakamurával találkozik, akinek üzenete van Peter számára.
Claire egy boncasztalon ébred. Holtan, és meztelenül találták meg. Miután a doktornő kihúzza a fejéből a fadarabot, elmegy telefonálni. Claire közben felébred, meggyógyul és elmenekül. Mire a nő visszaér, Claire már nincs ott. Hazasiet egy kórházi köntösben, és alig tudja megoldani, hogy ne fedje fel az igazságot. Az iskolában Claire úgy tesz, mintha semmi nem történt volna, azonban a hátvéd srác kicsit el van képedve, amikor meglátja Claire-t. Van egy lány, Lori, aki elég furán néz Claire-re. Azt mondja, hogy őt is meg akarta erőszakolni a srác. Claire este a sráccal viteti haza magát, sőt mi több, Claire vezet. Begyorsul és nekimegy a falnak.

## Elbeszélés
Olyakor a kérdések erősebbek, mint a válaszok. Hogy történik ez? Mik ők? Miért ők, és nem mások? Miért most? Mit jelent ez az egész? 